# Vinné
Vinné est un village de Slovaquie situé dans la région de Košice.

## Histoire
Première mention écrite du village en 1249.

## Démographie

### Évolution de la population
| Année:               | 1994. | 2004.   | 2014.   | 2024.    |
| -------------------- | ----- | ------- | ------- | -------- |
| Nombre de personnes: | 1536  | 1634    | 1747    | 2169     |
| Différence:          |       | +6,38 % | +6,91 % | +24,15 % |

| Année:               | 2023. | 2024.   |
| -------------------- | ----- | ------- |
| Nombre de personnes: | 2156  | 2169    |
| Différence:          |       | +0,60 % |

## Politique
| Nom        | Parti politique      | Date de l'élection | Fin du mandat |
| ---------- | -------------------- | ------------------ | ------------- |
| Jozef Kráľ | Candidat indépendant | 02.12.2006         | Déc. 2010     |